# Adela (djur)
Adela är ett släkte av fjärilar som beskrevs av Pierre André Latreille 1796. Adela ingår i familjen antennmalar.

## Bildgalleri

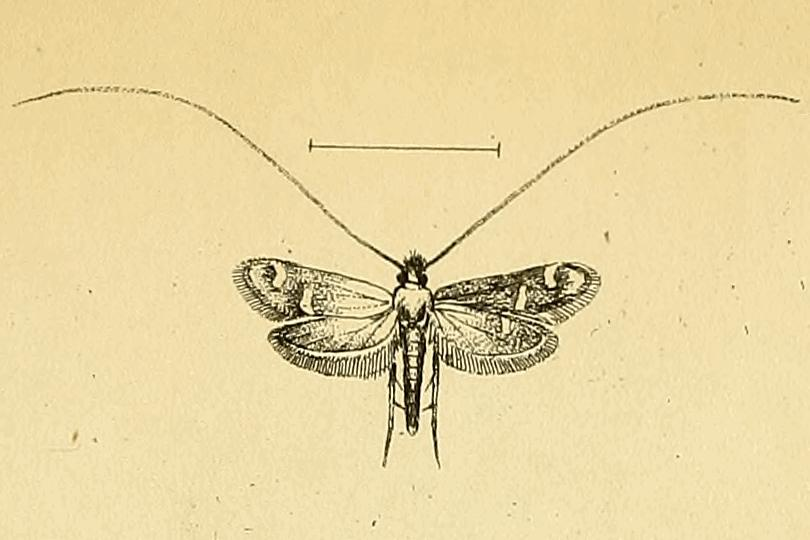
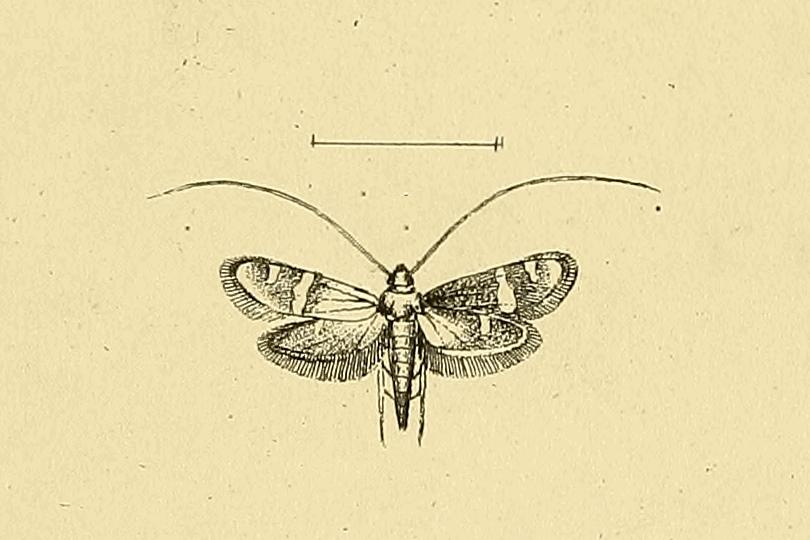
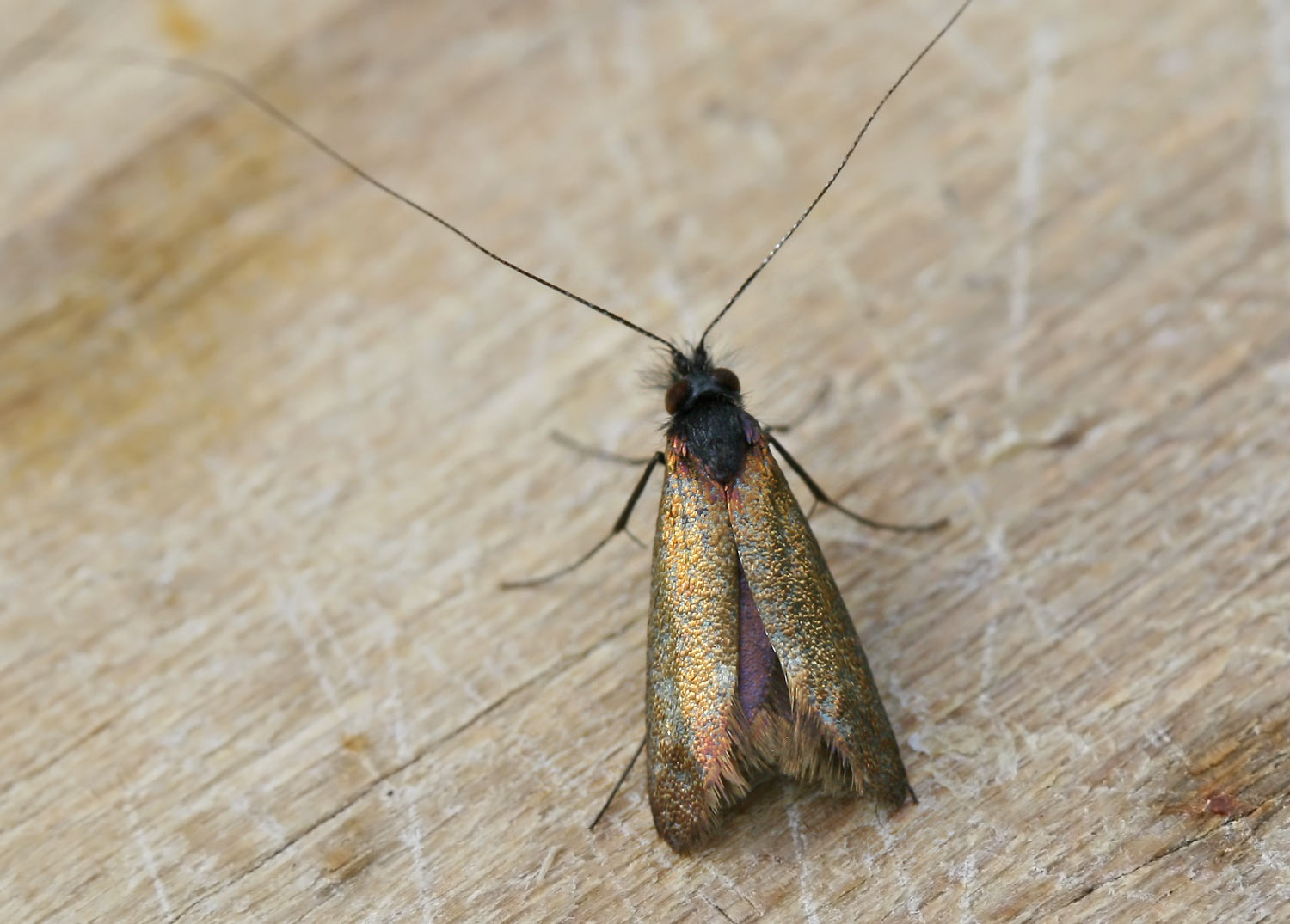
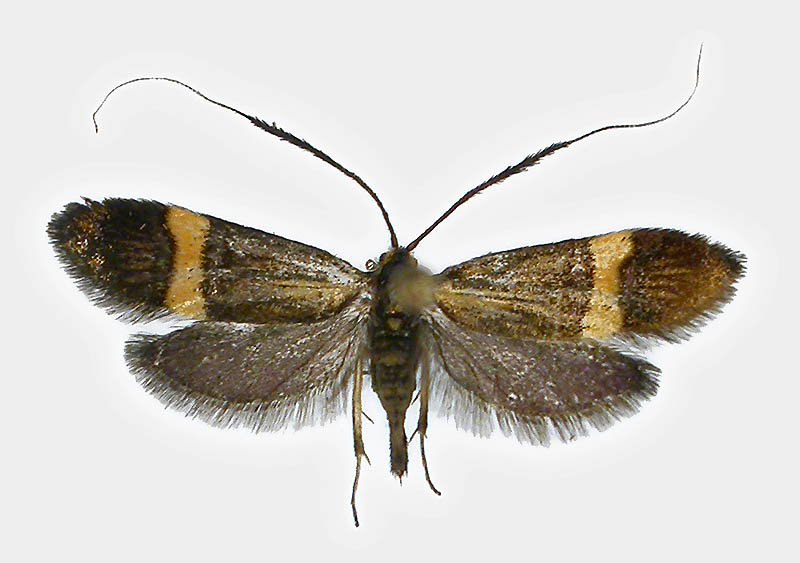

## Dottertaxa tillAdela, i alfabetisk ordning[1][2]
- Adela adamantella
- Adela aeruginosella
- Adela aethiops
- Adela albiantennella
- Adela albicinctella
- Adela albidofasciella
- Adela anatolica
- Adela arabarcha
- Adela armeniella
- Adela astrella
- Adela aurantibasella
- Adela aurifrontella
- Adela australis
- Adela bella
- Adela bimaculella
- Adela biviella
- Adela breviantennella
- Adela brunnella
- Adela caeruleella
- Adela canalella
- Adela chalybeis
- Adela collicolella
- Adela conformella
- Adela coreana
- Adela corruscifasciella
- Adela croesella
- Adela cuprella
- Adela disjunctella
- Adela droseropa
- Adela eldorada
- Adela electella
- Adela exquisitella
- Adela fasciella
- Adela fibulella
- Adela flammeusella
- Adela florella
- Adela frischella
- Adela getica
- Adela homalella
- Adela immaculata
- Adela imperialis
- Adela infantella
- Adela interrupta
- Adela iochroa
- Adela korbi
- Adela kuznetzovi
- Adela lactimaculella
- Adela laqueatella
- Adela leucocerella
- Adela lithopola
- Adela mazzolella
- Adela mitakeana
- Adela ommatella
- Adela oplerella
- Adela orientella
- Adela paludicolella
- Adela panicensis
- Adela podaella
- Adela pulchella
- Adela punctiferella
- Adela purpuratella
- Adela purpurea
- Adela reaumurella
- Adela rebeliella
- Adela religatella
- Adela repetitella
- Adela reskovitsiella
- Adela ridingsella
- Adela rufifrontella
- Adela rufimitrella
- Adela schlaegeri
- Adela selectella
- Adela septentrionella
- Adela similis
- Adela singulella
- Adela sinica
- Adela speyeri
- Adela sphingiella
- Adela stenonipha
- Adela suavis
- Adela suffusa
- Adela sulzella
- Adela sulzeriella
- Adela suzukiella
- Adela syfaniella
- Adela teshionis
- Adela thorpella
- Adela tombacinella
- Adela tridesma
- Adela trifasciella
- Adela trigrapha
- Adela uhrikmeszarosiella
- Adela walsinghami
- Adela violella
- Adela viridella
- Adela xanthoceros